# Лантау
Лантау острво, такође Лантао, је највеће острво у Хонгконгу, који се налази на ушћем Бисерне реке. Име је пореклом старог домаћог назива Лантауог Врха (упрош: 烂头; трад: 爛頭 буквално „чупава глава“). Административно, Лантау је дио Дистрикт Острва, а мањи дио на сјевероистоку острва припада Дистрикту Цуен Вен. Има површину 146,38 km². Оригинално ово место је било место риболовних села. Острво је у посљедњих година био претворен са развојем неколико великих инфраструктурних пројеката, укључујући Хонгконговог новог међународног аеродрома, Нгонг Пинг 360 и хонг конговог дизниленда.

## Историја
Артефакти ископљени на острву показују људске активности који се датира у доба неолита и бронзаног доба. На примјер, каменска резбарија у Шек Пику се мисли да је од бронзаног доба, док круг од камена у Фен Лау је вјероватно из доба неолитике. Оба мјеста се налазе на југозападној обали острва.
Острво је био познат именом Таи Хаи Шан (大奚山) у далекој прошлости. Био је често приказан у навигацијској карти због близине главног морског смјера у Јужној Кини.
Двор Јужне Сонг династије 1276. године је побјегао до Гуандонга бродом, бјежећи од Монголских нападача, остављајући цара Гонг Ди иза. Било која нада отпора су усредоточена на два млада краљевића, Гонг Дигова брата. Старији дечак, Жао Ши, стар девет година је проглашен цар, и 1277. године, царски суд су тражили уточиште прво у Сребрно Рудној Луци (Мејво) на острву Лантау, а касније у данашњем Ковлун Граду (Види Сунг Вонг Тои). Старији брат је постао болестан и умро, те је замењен од стране млађег, Жао Бинга, стар седам година. Он је умро 1279. године, и династија Сонг се завршила. Ти цареви су такође вјероватно држали двор у Тунг Чунг долини, која узима своје име од локалног хероја који је дао свој живот за цара.
Сол је илегално био произведен у Лантау. Ово су сазнали кинески владари током 16-ог вијека, и локални господар посљедицом је ставио многе оточане на смрт.
Као и Ченг Чау, Лантау је једанпут био база за гусаре и шверцере, и био је један од база за Ченг По Цаиа у 19-том вијеку.
Лантау острво, заједно са Туен Мун су били међу првих европских трговачких насеља у подручју Бисерне реке, основани од Португалских трговаца у 1510. години. Португалци су напустили та насеља око 1517. године, након пораза против кинеске војске. Касније, острво је постао важан трговачки пост за Британце, дуго прије него што су показали занимање за Хонгконг Острво.
Сребро је било ископавано из рудника у Мејвоу до 19-ог вијека.
Лантау је био велико мјесто отпора против Јапана током Другог светског рата. Покрет отпора користио је острвска шумовита подручја, и дубоке долине, како би организовали засједе и мицали залихе. Побуњенички покрет је стекао репутацију за отпорност, и они су истрајали кроз рат до пораза Јапанске окупације 1945. године.